# Sparkassen-Cup
La Sparkassen-Cup est une compétition internationale en salle d'athlétisme se déroulant tous les ans au Hanns-Martin-Schleyer-Halle de Stuttgart, en Allemagne. L'épreuve a fait partie du circuit du World Indoor Meetings jusqu'en 2012. Le meeting est disputé pour la première fois en 1987.

## Records du Monde
Plusieurs records du monde ont été établis lors de cette compétition. 
| Année | Épreuve          | Record         | Athlète             | Nationalité |
| ----- | ---------------- | -------------- | ------------------- | ----------- |
| 2007  | 3 000 m          | 8 min 29 s 15  | Meseret Defar       | Éthiopie    |
| 2004  | 5 000 m          | 14 min 39 s 29 | Berhane Adere       | Éthiopie    |
| 2002  | Saut à la perche | 4,71 m         | Svetlana Feofanova  | Russie      |
| 2002  | 3 000 m          | 8 min 29 s 15  | Berhane Adere       | Éthiopie    |
| 2000  | 1 000 m          | 2 min 15 s 25  | Wilson Kipketer     | Danemark    |
| 1998  | 60 m             | 6 s 41         | Maurice Greene      | États-Unis  |
| 1997  | 1 500 m          | 3 min 31 s 18  | Hicham El Guerrouj  | Maroc       |
| 1996  | 3 000 m          | 7 min 30 s 72  | Haile Gebreselassie | Éthiopie    |
| 1992  | 400 m            | 45 s 02        | Danny Everett       | États-Unis  |
| 1991  | 5 000 m          | 15 min 13 s 72 | Uta Pippig          | Allemagne   |
| 1987  | 300 m            | 32 s 51        | Anthony McKay       | États-Unis  |

## Records du Meeting

### Hommes
| Épreuve          | Record         | Athlète             | Nationalité | Date     | Ref |
| ---------------- | -------------- | ------------------- | ----------- | -------- | --- |
| 60 m             | 6 s 41         | Maurice Greene      | États-Unis  | 1998     |     |
| 200 m            | 20 s 47        | John Regis          | États-Unis  | 1995     |     |
| 300 m            | 32 s 51        | Anthony McKay       | États-Unis  | 1987     |     |
| 400 m            | 45 s 02        | Danny Everett       | États-Unis  | 1992     |     |
| 800 m            | 1 min 44 s 71  | Joseph Mwengi Mutua | Kenya       | 2004     |     |
| 1 000 m          | 2 min 15 s 25  | Wilson Kipketer     | Danemark    | 2000     |     |
| 1 500 m          | 3 min 31 s 18  | Hicham El Guerrouj  | Maroc       | 1997     |     |
| 3 000 m          | 7 min 27 s 80  | Yenew Alamirew      | Éthiopie    | 2011     |     |
| 5 000 m          | 13 min 31 s 02 | Aissa Belaout       | Algérie     | 1994     |     |
| 50 m haies       | 6 s 45         | Anier Garcia        | Cuba        | 1999     |     |
| 60 m haies       | 7 s 36         | Dayron Robles       | Cuba        | 2008     |     |
| Saut en hauteur  | 2,32 m         | Ralf Sonn           | Allemagne   | 1990     |     |
| Saut en hauteur  | 2,32 m         | Hendrik Beyer       | Allemagne   | 1994     |     |
| Saut à la perche | 5,88 m         | Björn Otto          | Allemagne   | 2007     |     |
| Saut en longueur | 8,34 m         | Llewellyn Starks    | États-Unis  | 1992     |     |
| Triple saut      | 17,29 m        | Yoelvis Quesada     | Cuba        | 1997     |     |
| Lancer du poids  | 20,45 m        | Karsten Stolz       | Allemagne   | 1987     |     |
| Quadrathlon      | 3724           | Christian Plaziat   | France      | 3724 pts |     |

### Femmes
| Épreuve          | Record         | Athlète                  | Nationalité                 | Date | Ref |
| ---------------- | -------------- | ------------------------ | --------------------------- | ---- | --- |
| 60 m             | 6 s 97         | LaVerne Jones-Ferrette   | Îles Vierges des États-Unis | 2010 |     |
| 200 m            | 22 s 36        | Irina Privalova          | Russie                      | 1992 |     |
| 400 m            | 50 s 73        | Charity Opara            | Nigeria                     | 1998 |     |
| 800 m            | 1 min 58 s 78  | Ludmila Formanova        | Tchéquie                    | 1999 |     |
| 1 000 m          | 2 min 35 s 66  | Maria Mutola             | Mozambique                  | 1999 |     |
| 1 500 m          | 4 min 03 s 44  | Gelete Burka             | Éthiopie                    | 2010 |     |
| Mile             | 4 min 23 s 90  | Gabriela Szabo           | Roumanie                    | 2000 |     |
| 3 000 m          | 8 min 23 s 72  | Meseret Defar            | Éthiopie                    | 2007 |     |
| 5 000 m          | 14 min 39 s 29 | Berhane Adere            | Éthiopie                    | 2004 |     |
| 60 m haies       | 7 s 72         | Susanna Kallur           | Suède                       | 2008 |     |
| Saut en hauteur  | 2,04 m         | Blanka Vlašić            | Croatie                     | 2009 |     |
| Saut à la perche | 4,81 m         | Fabiana Murer            | Brésil                      | 2010 |     |
| Saut en longueur | 7,13 m         | Heike Drechsler          | Allemagne                   | 1994 |     |
| Triple saut      | 14,78 m        | Rodica Mateescu-Petrescu | Roumanie                    | 1998 |     |
| Lancer du poids  | 20,47 m        | Claudia Losch            | Allemagne                   | 1988 |     |